# Bupyeong-dong, Busan
Bupyeong-dong (koreanska: 부평동)  är en stadsdel i staden Busan, i den sydöstra delen av Sydkorea, 300 km sydost om huvudstaden Seoul. Den ligger i stadsdistriktet Jung-gu.